# Aerodynamic (canción)
«Aerodynamic» es una canción instrumental realizada por el dúo francés Daft Punk, lanzada el 28 de marzo de 2001 como el segundo sencillo del álbum Discovery. La canción también aparece en la película Interstella 5555.

## Composición
La canción está basada en el sample de la canción «Il Macquillage Lady» de Sister Sledge de su álbum de 1982 The Sisters. Es conocida por su solo de guitarra prominente.
Guy-Manuel de Homem-Christo una vez describió el álbum Discovery como "una mezcla entre el pasado y el futuro, tal vez el presente". Thomas Bangalter también explicó en una entrevista en 2001 que "Una gran cantidad de música house de hoy sólo utiliza muestras de música disco de los 70 y 80... A pesar de que tenemos influencias de música disco, hemos decidido ir más allá y traer a todos los elementos de música que nos gustaba cuando eramos niños, ya sea en disco, electro, heavy metal, rock o clásica".

## Lista de sencillos
1. «Aerodynamic» – 3:34
2. «Aerodynamite» – 7:48